# Famille Redgrave
La famille Redgrave est une célèbre famille d'acteurs de théâtre et de cinéma en Angleterre.

## Origine
Roy Redgrave (°1871-†1922), célèbre acteur du muet, épouse - en 1907 - la fille de Fortunatus Augustin Scudamore, acteur et dramaturge : Margaret Daisy Scudamore, actrice (1885-†1958). Ils ont pour fils :
- Michael Scudamore Redgrave, acteur (°1908-†1985), celui-ci épouse en 1935 Rachel Kempson, actrice (°1910-†2003). Ils ont trois enfants :
  - Vanessa Redgrave, actrice (née en 1937), épouse en 1962 Tony Richardson, réalisateur (°1928-†1991)[1]. ils ont deux enfants :
    - Natasha Richardson, actrice (°1963-†2009), épouse en 1984 le producteur Robert Fox (né en 1952)[2], puis en 1994 l'acteur Liam Neeson (né en 1952) dont elle a 2 enfants.
    - Joely Richardson, actrice (née en 1965), mariée au producteur Tim Bevan (né en 1958)[3].

Vanessa Redgrave épouse en secondes noces Franco Nero, acteur (né en 1941). Ils ont un fils :
  - Carlo Gabriel Nero, réalisateur (né en 1969)

  - Corin Redgrave, acteur, réalisateur (°1939-†2010). Il a eu deux enfants d'un premier mariage avec Deirdre Hamilton-Hill, modèle[4] :
    - Jemma Redgrave, actrice (née en 1965)
    - Luke Redgrave, cadreur (né en 1967)

Corin Redgrave épouse en secondes noces Kika Markham (née en 1942), actrice, fille de l'acteur David Markham.
  - Lynn Redgrave, actrice (°1943-†2010) épouse en 1967 John Clark, acteur et réalisateur (né en 1932)[5]. Ils ont trois enfants : 
    - Benjamin Clark (né en 1969)
    - Kelly Clark (née en 1970)
    - Annabel Clark (née en 1972)

## Arbre généalogique
L'arbre généalogique qui suit présente les principaux membres de la « dynastie » Redgrave.
|                    |                    |                    |                    |                    |                    |  |  |                                |                                |                                |                                |                                |                                |  |  |                     |                     |                     |                     |                     |                     |  |  |                          |                          |                          |                          |                          |                          |                          |                          |                          |                          | Roy Redgrave (1871-1922) | Roy Redgrave (1871-1922) | Roy Redgrave (1871-1922) | Roy Redgrave (1871-1922) | Roy Redgrave (1871-1922) | Roy Redgrave (1871-1922) |                    |                    |                              |                              |                              |                              |                              |                              |                     |                     | Margaret Daisy Scudamore (1885-1958) | Margaret Daisy Scudamore (1885-1958) | Margaret Daisy Scudamore (1885-1958) | Margaret Daisy Scudamore (1885-1958) | Margaret Daisy Scudamore (1885-1958) | Margaret Daisy Scudamore (1885-1958) |                               |                               |                               |                               |                               |                               |  |  |                            |                            |                            |                            |                            |                            |                            |                            |                      |                      |                      |                      |                      |                      |                        |                        |                           |                           |                           |                           |                           |                           |                     |                     |                     |                     |                     |                     |                    |                    |                       |                       |                       |                       |                       |                       |
|                    |                    |                    |                    |                    |                    |  |  |                                |                                |                                |                                |                                |                                |  |  |                     |                     |                     |                     |                     |                     |  |  |                          |                          |                          |                          |                          |                          |                          |                          |                          |                          | Roy Redgrave (1871-1922) | Roy Redgrave (1871-1922) | Roy Redgrave (1871-1922) | Roy Redgrave (1871-1922) | Roy Redgrave (1871-1922) | Roy Redgrave (1871-1922) |                    |                    |                              |                              |                              |                              |                              |                              |                     |                     | Margaret Daisy Scudamore (1885-1958) | Margaret Daisy Scudamore (1885-1958) | Margaret Daisy Scudamore (1885-1958) | Margaret Daisy Scudamore (1885-1958) | Margaret Daisy Scudamore (1885-1958) | Margaret Daisy Scudamore (1885-1958) |                               |                               |                               |                               |                               |                               |  |  |                            |                            |                            |                            |                            |                            |                            |                            |                      |                      |                      |                      |                      |                      |                        |                        |                           |                           |                           |                           |                           |                           |                     |                     |                     |                     |                     |                     |                    |                    |                       |                       |                       |                       |                       |                       |
|                    |                    |                    |                    |                    |                    |  |  |                                |                                |                                |                                |                                |                                |  |  |                     |                     |                     |                     |                     |                     |  |  |                          |                          |                          |                          |                          |                          |                          |                          |                          |                          |                          |                          |                          |                          |                          |                          |                    |                    |                              |                              |                              |                              |                              |                              |                     |                     |                                      |                                      |                                      |                                      |                                      |                                      |                               |                               |                               |                               |                               |                               |  |  |                            |                            |                            |                            |                            |                            |                            |                            |                      |                      |                      |                      |                      |                      |                        |                        |                           |                           |                           |                           |                           |                           |                     |                     |                     |                     |                     |                     |                    |                    |                       |                       |                       |                       |                       |                       |
|                    |                    |                    |                    |                    |                    |  |  |                                |                                |                                |                                |                                |                                |  |  |                     |                     |                     |                     |                     |                     |  |  |                          |                          |                          |                          |                          |                          |                          |                          |                          |                          |                          |                          |                          |                          |                          |                          |                    |                    | Michael Redgrave (1908-1985) | Michael Redgrave (1908-1985) | Michael Redgrave (1908-1985) | Michael Redgrave (1908-1985) | Michael Redgrave (1908-1985) | Michael Redgrave (1908-1985) |                     |                     |                                      |                                      |                                      |                                      |                                      |                                      |                               |                               |                               |                               |                               |                               |  |  |                            |                            | Rachel Kempson (1910-2003) | Rachel Kempson (1910-2003) | Rachel Kempson (1910-2003) | Rachel Kempson (1910-2003) | Rachel Kempson (1910-2003) | Rachel Kempson (1910-2003) |                      |                      |                      |                      |                      |                      |                        |                        |                           |                           |                           |                           |                           |                           |                     |                     |                     |                     |                     |                     |                    |                    |                       |                       |                       |                       |                       |                       |
|                    |                    |                    |                    |                    |                    |  |  |                                |                                |                                |                                |                                |                                |  |  |                     |                     |                     |                     |                     |                     |  |  |                          |                          |                          |                          |                          |                          |                          |                          |                          |                          |                          |                          |                          |                          |                          |                          |                    |                    | Michael Redgrave (1908-1985) | Michael Redgrave (1908-1985) | Michael Redgrave (1908-1985) | Michael Redgrave (1908-1985) | Michael Redgrave (1908-1985) | Michael Redgrave (1908-1985) |                     |                     |                                      |                                      |                                      |                                      |                                      |                                      |                               |                               |                               |                               |                               |                               |  |  |                            |                            | Rachel Kempson (1910-2003) | Rachel Kempson (1910-2003) | Rachel Kempson (1910-2003) | Rachel Kempson (1910-2003) | Rachel Kempson (1910-2003) | Rachel Kempson (1910-2003) |                      |                      |                      |                      |                      |                      |                        |                        |                           |                           |                           |                           |                           |                           |                     |                     |                     |                     |                     |                     |                    |                    |                       |                       |                       |                       |                       |                       |
|                    |                    |                    |                    |                    |                    |  |  |                                |                                |                                |                                |                                |                                |  |  |                     |                     |                     |                     |                     |                     |  |  |                          |                          |                          |                          |                          |                          |                          |                          |                          |                          |                          |                          |                          |                          |                          |                          |                    |                    |                              |                              |                              |                              |                              |                              |                     |                     |                                      |                                      |                                      |                                      |                                      |                                      |                               |                               |                               |                               |                               |                               |  |  |                            |                            |                            |                            |                            |                            |                            |                            |                      |                      |                      |                      |                      |                      |                        |                        |                           |                           |                           |                           |                           |                           |                     |                     |                     |                     |                     |                     |                    |                    |                       |                       |                       |                       |                       |                       |
|                    |                    |                    |                    |                    |                    |  |  |                                |                                |                                |                                |                                |                                |  |  |                     |                     |                     |                     |                     |                     |  |  |                          |                          |                          |                          |                          |                          |                          |                          |                          |                          |                          |                          |                          |                          |                          |                          |                    |                    |                              |                              |                              |                              |                              |                              |                     |                     |                                      |                                      |                                      |                                      |                                      |                                      |                               |                               |                               |                               |                               |                               |  |  |                            |                            |                            |                            |                            |                            |                            |                            |                      |                      |                      |                      |                      |                      |                        |                        |                           |                           |                           |                           |                           |                           |                     |                     |                     |                     |                     |                     |                    |                    |                       |                       |                       |                       |                       |                       |
|                    |                    |                    |                    |                    |                    |  |  | Tony Richardson (1928-1991)    | Tony Richardson (1928-1991)    | Tony Richardson (1928-1991)    | Tony Richardson (1928-1991)    | Tony Richardson (1928-1991)    | Tony Richardson (1928-1991)    |  |  |                     |                     |                     |                     |                     |                     |  |  |                          |                          |                          |                          | Vanessa Redgrave (1937-) | Vanessa Redgrave (1937-) | Vanessa Redgrave (1937-) | Vanessa Redgrave (1937-) | Vanessa Redgrave (1937-) | Vanessa Redgrave (1937-) |                          |                          |                          |                          |                          |                          |                    |                    |                              |                              |                              |                              |                              |                              | Franco Nero (1941-) | Franco Nero (1941-) | Franco Nero (1941-)                  | Franco Nero (1941-)                  | Franco Nero (1941-)                  | Franco Nero (1941-)                  |                                      |                                      | Deirdre Hamilton-Hill (-1997) | Deirdre Hamilton-Hill (-1997) | Deirdre Hamilton-Hill (-1997) | Deirdre Hamilton-Hill (-1997) | Deirdre Hamilton-Hill (-1997) | Deirdre Hamilton-Hill (-1997) |  |  | Corin Redgrave (1939-2010) | Corin Redgrave (1939-2010) | Corin Redgrave (1939-2010) | Corin Redgrave (1939-2010) | Corin Redgrave (1939-2010) | Corin Redgrave (1939-2010) |                            |                            | Kika Markham (1942-) | Kika Markham (1942-) | Kika Markham (1942-) | Kika Markham (1942-) | Kika Markham (1942-) | Kika Markham (1942-) |                        |                        | Lynn Redgrave (1943-2010) | Lynn Redgrave (1943-2010) | Lynn Redgrave (1943-2010) | Lynn Redgrave (1943-2010) | Lynn Redgrave (1943-2010) | Lynn Redgrave (1943-2010) |                     |                     |                     |                     |                     |                     | John Clark (1932-) | John Clark (1932-) | John Clark (1932-)    | John Clark (1932-)    | John Clark (1932-)    | John Clark (1932-)    |                       |                       |
|                    |                    |                    |                    |                    |                    |  |  | Tony Richardson (1928-1991)    | Tony Richardson (1928-1991)    | Tony Richardson (1928-1991)    | Tony Richardson (1928-1991)    | Tony Richardson (1928-1991)    | Tony Richardson (1928-1991)    |  |  |                     |                     |                     |                     |                     |                     |  |  |                          |                          |                          |                          | Vanessa Redgrave (1937-) | Vanessa Redgrave (1937-) | Vanessa Redgrave (1937-) | Vanessa Redgrave (1937-) | Vanessa Redgrave (1937-) | Vanessa Redgrave (1937-) |                          |                          |                          |                          |                          |                          |                    |                    |                              |                              |                              |                              |                              |                              | Franco Nero (1941-) | Franco Nero (1941-) | Franco Nero (1941-)                  | Franco Nero (1941-)                  | Franco Nero (1941-)                  | Franco Nero (1941-)                  |                                      |                                      | Deirdre Hamilton-Hill (-1997) | Deirdre Hamilton-Hill (-1997) | Deirdre Hamilton-Hill (-1997) | Deirdre Hamilton-Hill (-1997) | Deirdre Hamilton-Hill (-1997) | Deirdre Hamilton-Hill (-1997) |  |  | Corin Redgrave (1939-2010) | Corin Redgrave (1939-2010) | Corin Redgrave (1939-2010) | Corin Redgrave (1939-2010) | Corin Redgrave (1939-2010) | Corin Redgrave (1939-2010) |                            |                            | Kika Markham (1942-) | Kika Markham (1942-) | Kika Markham (1942-) | Kika Markham (1942-) | Kika Markham (1942-) | Kika Markham (1942-) |                        |                        | Lynn Redgrave (1943-2010) | Lynn Redgrave (1943-2010) | Lynn Redgrave (1943-2010) | Lynn Redgrave (1943-2010) | Lynn Redgrave (1943-2010) | Lynn Redgrave (1943-2010) |                     |                     |                     |                     |                     |                     | John Clark (1932-) | John Clark (1932-) | John Clark (1932-)    | John Clark (1932-)    | John Clark (1932-)    | John Clark (1932-)    |                       |                       |
|                    |                    |                    |                    |                    |                    |  |  |                                |                                |                                |                                |                                |                                |  |  |                     |                     |                     |                     |                     |                     |  |  |                          |                          |                          |                          |                          |                          |                          |                          |                          |                          |                          |                          |                          |                          |                          |                          |                    |                    |                              |                              |                              |                              |                              |                              |                     |                     |                                      |                                      |                                      |                                      |                                      |                                      |                               |                               |                               |                               |                               |                               |  |  |                            |                            |                            |                            |                            |                            |                            |                            |                      |                      |                      |                      |                      |                      |                        |                        |                           |                           |                           |                           |                           |                           |                     |                     |                     |                     |                     |                     |                    |                    |                       |                       |                       |                       |                       |                       |
|                    |                    |                    |                    |                    |                    |  |  |                                |                                |                                |                                |                                |                                |  |  |                     |                     |                     |                     |                     |                     |  |  |                          |                          |                          |                          |                          |                          |                          |                          |                          |                          |                          |                          |                          |                          |                          |                          |                    |                    |                              |                              |                              |                              |                              |                              |                     |                     |                                      |                                      |                                      |                                      |                                      |                                      |                               |                               |                               |                               |                               |                               |  |  |                            |                            |                            |                            |                            |                            |                            |                            |                      |                      |                      |                      |                      |                      |                        |                        |                           |                           |                           |                           |                           |                           |                     |                     |                     |                     |                     |                     |                    |                    |                       |                       |                       |                       |                       |                       |
| Robert Fox (1952-) | Robert Fox (1952-) | Robert Fox (1952-) | Robert Fox (1952-) | Robert Fox (1952-) | Robert Fox (1952-) |  |  | Natasha Richardson (1963-2009) | Natasha Richardson (1963-2009) | Natasha Richardson (1963-2009) | Natasha Richardson (1963-2009) | Natasha Richardson (1963-2009) | Natasha Richardson (1963-2009) |  |  | Liam Neeson (1952-) | Liam Neeson (1952-) | Liam Neeson (1952-) | Liam Neeson (1952-) | Liam Neeson (1952-) | Liam Neeson (1952-) |  |  | Joely Richardson (1965-) | Joely Richardson (1965-) | Joely Richardson (1965-) | Joely Richardson (1965-) | Joely Richardson (1965-) | Joely Richardson (1965-) |                          |                          | Tim Bevan (1958-)        | Tim Bevan (1958-)        | Tim Bevan (1958-)        | Tim Bevan (1958-)        | Tim Bevan (1958-)        | Tim Bevan (1958-)        |                          |                          | Carlo Nero (1969-) | Carlo Nero (1969-) | Carlo Nero (1969-)           | Carlo Nero (1969-)           | Carlo Nero (1969-)           | Carlo Nero (1969-)           |                              |                              |                     |                     |                                      |                                      |                                      |                                      |                                      |                                      | Jemma Redgrave (1965-)        | Jemma Redgrave (1965-)        | Jemma Redgrave (1965-)        | Jemma Redgrave (1965-)        | Jemma Redgrave (1965-)        | Jemma Redgrave (1965-)        |  |  | Luke Redgrave (1967-)      | Luke Redgrave (1967-)      | Luke Redgrave (1967-)      | Luke Redgrave (1967-)      | Luke Redgrave (1967-)      | Luke Redgrave (1967-)      |                            |                            |                      |                      |                      |                      |                      |                      | Benjamin Clark (1969-) | Benjamin Clark (1969-) | Benjamin Clark (1969-)    | Benjamin Clark (1969-)    | Benjamin Clark (1969-)    | Benjamin Clark (1969-)    |                           |                           | Kelly Clark (1970-) | Kelly Clark (1970-) | Kelly Clark (1970-) | Kelly Clark (1970-) | Kelly Clark (1970-) | Kelly Clark (1970-) |                    |                    | Annabel Clark (1972-) | Annabel Clark (1972-) | Annabel Clark (1972-) | Annabel Clark (1972-) | Annabel Clark (1972-) | Annabel Clark (1972-) |
| Robert Fox (1952-) | Robert Fox (1952-) | Robert Fox (1952-) | Robert Fox (1952-) | Robert Fox (1952-) | Robert Fox (1952-) |  |  | Natasha Richardson (1963-2009) | Natasha Richardson (1963-2009) | Natasha Richardson (1963-2009) | Natasha Richardson (1963-2009) | Natasha Richardson (1963-2009) | Natasha Richardson (1963-2009) |  |  | Liam Neeson (1952-) | Liam Neeson (1952-) | Liam Neeson (1952-) | Liam Neeson (1952-) | Liam Neeson (1952-) | Liam Neeson (1952-) |  |  | Joely Richardson (1965-) | Joely Richardson (1965-) | Joely Richardson (1965-) | Joely Richardson (1965-) | Joely Richardson (1965-) | Joely Richardson (1965-) |                          |                          | Tim Bevan (1958-)        | Tim Bevan (1958-)        | Tim Bevan (1958-)        | Tim Bevan (1958-)        | Tim Bevan (1958-)        | Tim Bevan (1958-)        |                          |                          | Carlo Nero (1969-) | Carlo Nero (1969-) | Carlo Nero (1969-)           | Carlo Nero (1969-)           | Carlo Nero (1969-)           | Carlo Nero (1969-)           |                              |                              |                     |                     |                                      |                                      |                                      |                                      |                                      |                                      | Jemma Redgrave (1965-)        | Jemma Redgrave (1965-)        | Jemma Redgrave (1965-)        | Jemma Redgrave (1965-)        | Jemma Redgrave (1965-)        | Jemma Redgrave (1965-)        |  |  | Luke Redgrave (1967-)      | Luke Redgrave (1967-)      | Luke Redgrave (1967-)      | Luke Redgrave (1967-)      | Luke Redgrave (1967-)      | Luke Redgrave (1967-)      |                            |                            |                      |                      |                      |                      |                      |                      | Benjamin Clark (1969-) | Benjamin Clark (1969-) | Benjamin Clark (1969-)    | Benjamin Clark (1969-)    | Benjamin Clark (1969-)    | Benjamin Clark (1969-)    |                           |                           | Kelly Clark (1970-) | Kelly Clark (1970-) | Kelly Clark (1970-) | Kelly Clark (1970-) | Kelly Clark (1970-) | Kelly Clark (1970-) |                    |                    | Annabel Clark (1972-) | Annabel Clark (1972-) | Annabel Clark (1972-) | Annabel Clark (1972-) | Annabel Clark (1972-) | Annabel Clark (1972-) |